# المحكمة الانتخابية العليا
المحكمة الانتخابية العليا (بالبرتغالية: Tribunal Superior Eleitoral) هي أعلى هيئة للعدالة الانتخابية في البرازيل، والتي تضم أيضًا محكمة انتخابية إقليمية واحدة في كل ولاية من الولايات الـ 26 والمقاطعة الفيدرالية للبلد، وفقًا لما تحدده المادة 118 من دستور البرازيل.

## الخلفية والأحكام القانونية
أنشأ قانون الانتخابات البرازيلي لعام 1932 العدالة الانتخابية في البرازيل، ليحل محل النظام السياسي الذي يطبقه الفرع التشريعي على الإجراءات الانتخابية. نقل النظام القضائي الجديد السيطرة على هذه الإجراءات إلى القضاء. في الوقت الحاضر يتم تنظيم واجبات العدالة الانتخابية من خلال قانون الانتخابات اللاحق، الذي تمت الموافقة عليه عام 1965 (القانون رقم 4.737/65)، والذي ألغى قانون عام 1932، لكنه أبقى على الرقابة القضائية على الإجراءات الانتخابية.
المحكمة الانتخابية العليا هي أعلى هيئة قضائية للعدالة الانتخابية البرازيلية وفقًا للمادة 121، الفقرة 3 من الدستور البرازيلي لعام 1988، والتي تنص على أن قرارات المحكمة الانتخابية العليا غير قابلة للطعن، باستثناء تلك التي تتعارض مع الدستور أو رفض أمر الإحضار أو أوامر الإحضار. لذلك في مثل هذه الاستثناءات قدم قضاة المحكمة الاتحادية العليا طعونًا ضد قرارات المحكمة الانتخابية العليا.
تحكم المادة 119 من دستور البرازيل تكوين المحكمة، والتي تنص على أن تتكون المحكمة من سبعة أعضاء. يتم انتخاب ثلاثة منهم بالاقتراع السري من بين قضاة المحكمة الاتحادية العليا، ويتم انتخاب قاضيين آخرين بالاقتراع السري من بين قضاة محكمة العدل العليا. يتم تعيين الاثنين المتبقيين من قبل رئيس البرازيل من بين ستة محامين يتمتعون بمعرفة قانونية بارزة وسمعة أخلاقية جيدة ترشحهم المحكمة الاتحادية العليا.